# Книга Ничто
«Книга Ничто» (англ. The Nothing Book) — книга, состоящая исключительно из чистых страниц, выпущенная в США в 1974 году.
Собственно говоря, книгой из чистых страниц является любой блокнот. На тонкой разнице между книгой и блокнотом решило сыграть издательство Harmony Books, выпустившее в 1974 году «Книгу ничто» — том из 192 чистых страниц (стандартный объём молескинов и других записных книжек). Публицист Стефан Кенфер заметил по этому поводу в журнале Time, что «Книга Ничто — лучшая насмешка над ничтожными книгами». По-видимому, книга пользовалась спросом, поскольку уже в конце того же года было выпущено второе издание, объёмом в 160 страниц. У этого издания есть подзаголовок: «Хочешь сделать из неё что-нибудь?» (англ. Wanna make something of it?). Книга содержит на клапане суперобложки эпиграф из Эдуарда Далберга: «Нужно много времени, чтобы понять ничто», — и следующее пояснение от издателей:

Когда Бернарда Шоу спросили, какие пять книг он взял бы на необитаемый остров, он ответил, что хотел бы взять с собой пять книг с чистыми страницами. Книга Ничто и есть такая книга. Возможностей бесконечное множество. Напишите собственный роман, составьте авторский сборник кулинарных рецептов, рисуйте, составляйте списки, ведите записи, собирайте автографы, пишите стихи, планируйте отпуск, начните дневник, вклеивайте вырезки, придумывайте модели одежды, изобретайте свой стиль вышивки или вязания, чиркайте просто так, складывайте песни, заносите важные даты, заведите книгу отзывов для гостей, засушивайте цветы, коллекционируйте любимые изречения, собирайте или выдумывайте смешные случаи, включайте своё воображение — делайте что-нибудь! Книга Ничто — это ваша книга, а значит — она может стать всем, что Вы захотите. Как сказано у Байрона,

Всяк радуйся, в печать коль попадёшь:
Хоть книга и ничто, но книга всё ж!

Со временем, видимо, популярность идеи только возрастала, поскольку издательство поставило выпуск «Книг Ничто» на поток: так, в 1980 году выпуск «Сновидческой Книги Ничто» (англ. Dream Nothing Book: Sleep on It!, с небесно-голубыми страницами и изображениями облаков) анонсируется издателями как новейший вклад в популярную серию.
В дальнейшем «Книга Ничто» стала упоминаться как своего рода концептуальная акция, аналогичная «Чёрному квадрату» Казимира Малевича, пьесе Джона Кейджа «4 минуты 33 секунды» и др. Возможно, это связано с её упоминанием в эссе знаменитого популяризатора математики Мартина Гарднера «Значительность ничто» (англ. The Significance of Nothing).
Впоследствии появлялись и другие книжные издания, представлявшие собой, помимо обложки с названием, блок чистых страниц. Так, в 2011 г. британец Шеридан Саймов выпустил книгу под названием «О чем думают все мужчины помимо секса» (англ. What Every Man Thinks About Apart From Sex), состоящую из пустых страниц, что, по мнению автора, должно отражать его «шокирующий вывод» о том, что, помимо секса, мужчины больше не думают ни о чём; как сообщает Daily Telegraph, книга пользуется большим успехом у студенческой молодёжи.